# Éloge de la fuite
Éloge de la fuite est un essai de Henri Laborit publié en 1976. Il analyse plusieurs aspects fondamentaux de la vie en société (l'amour, la mort, le travail, etc.). Il insiste sur le besoin quasi permanent de l'être humain à vouloir fuir la situation dans laquelle il se trouve, à la recherche d'un nouvel état de plaisir et sur la difficulté pour lui de s'écarter des rapports de force et de pouvoir. L'auteur s'appuie sur ses connaissances en neurobiologie.

## Faits divers
Henri Laborit affirme qu’il n’aurait jamais écrit l’Éloge de la fuite (1976), sous la forme qu’on lui connaît, s’il n’avait pas auparavant décrit plus profondément ses théories dans La Nouvelle Grille.
- Septembre 2014 : Création d'un site faisant référence à cet ouvrage : www.nouvellegrille.info et souhaitant prolonger la réflexion de Laborit à travers un travail collaboratif.
- Novembre 2014 : Création du site web Éloge de la suite au www.elogedelasuite.net sur la vie et l'œuvre de Laborit (incluant plusieurs références à La Nouvelle Grille).

## Structure de l'ouvrage
Le livre s'organise autour de dix-huit grands thèmes :
- Autoportrait
- L'amour
- Une idée de l'Homme
- L'enfance
- Les autres
- La liberté
- La mort
- Le plaisir
- Le bonheur
- Le travail
- La vie quotidienne
- Le sens de la vie
- La politique
- Le passé, le présent et l'avenir
- Si c'était à refaire
- La société idéale
- Une foi
- Et puis encore.

### Liens
- Fuite